# Porcellionides habanensis
Porcellionides habanensis är en kräftdjursart som beskrevs av Van Name 1936. Porcellionides habanensis ingår i släktet Porcellionides och familjen Porcellionidae. Inga underarter finns listade i Catalogue of Life.